# Feuguerolles-Bully
Feuguerolles-Bully is een gemeente in het Franse departement Calvados (regio Normandië). De plaats maakt deel uit van het arrondissement Caen. Feuguerolles-Bully telde op 1 januari 2022 1.512 inwoners. In de gemeente ligt spoorwegstation Feuguerolles-Saint-André.

## Geografie
De oppervlakte van Feuguerolles-Bully bedroeg op 1 januari 2022 8,18 vierkante kilometer; de bevolkingsdichtheid was toen 184,8 inwoners per km².
De onderstaande kaart toont de ligging van Feuguerolles-Bully met de belangrijkste infrastructuur en aangrenzende gemeenten.

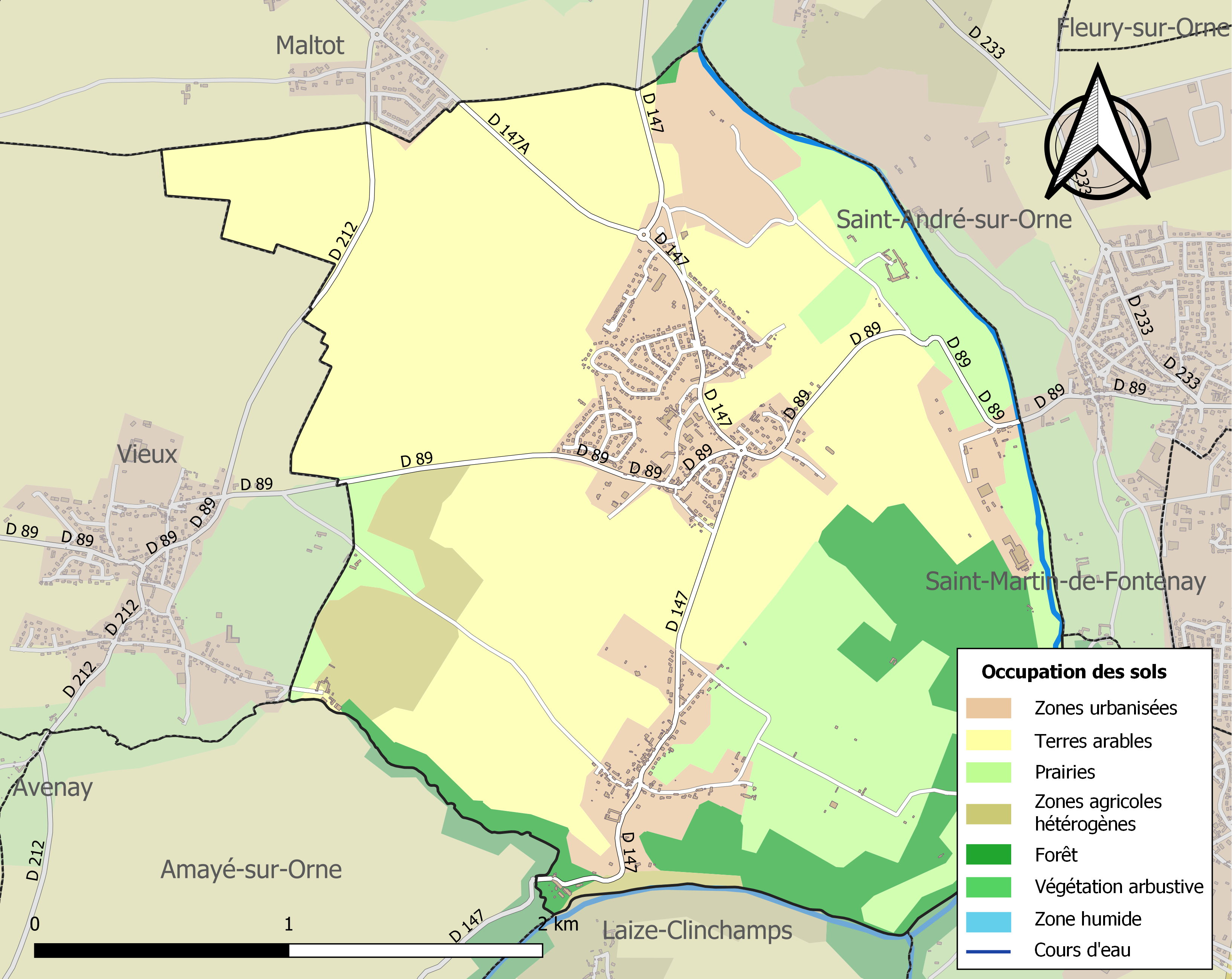

## Demografie
Onderstaande figuur toont het verloop van het inwonertal (bron: INSEE-tellingen).
Vanwege een beveiligingsprobleem met de MediaWiki Graph-software is het momenteel niet mogelijk deze grafiek weer te geven. Zodra de software is bijgewerkt zal de grafiek vanzelf weer zichtbaar worden.